# 浅川敏
浅川 敏（あさかわ さとし、1976年8月28日 - ）は、日本の元男子バレーボール選手、指導者である。

## 来歴
長野県須坂市出身。中学1年生のとき、2歳年上の兄の影響でバレーボールを始める。
バレーボール強豪校である岡谷工業高校に進学。中学・高校時代はチャアと呼ばれていた。
三橋栄三郎に憧れ、繰り返しビデオを見てはスパイクの練習に明け暮れる毎日を送る。めきめきと頭角を表し、長野県選抜に選ばれる。
1993年には全日本ユースに選出され、アジアユース選手権で準優勝、世界ユース選手権で準優勝の成績を修めた。1995年に中央大学へ進学、関東大学リーグではレシーブ賞を受賞した。
1999年、Vリーグ・東レアローズに入団。Vリーグではリベロとしてプレーしていたが、中学・高校とエースアタッカーであり万能プレーヤーであった。2004年全日本選手権後、東レを退団。フィンランドリーグのパテリに移籍した。
2005年パナソニックパンサーズに移籍。2007年に退団した。
現在は天理大学バレーボール部監督を務めている。

## 球歴
- 1993年 アジアユース選手権 （準優勝）
- 1993年 世界ユース選手権 （準優勝）
- 1995年 世界ユース選手権 （準優勝）

## 所属チーム
- 相森中
- 岡谷工業高等学校
- 中央大学
- 東レアローズ （1999-2004年）
- パテリ（2004-2005年）
- パナソニックパンサーズ （2005-2007年）